# Viglain
Viglain is een gemeente in het Franse departement Loiret (regio Centre-Val de Loire). De plaats maakt deel uit van het arrondissement Orléans. Viglain telde op 1 januari 2022 854 inwoners.

## Geografie
De oppervlakte van Viglain bedroeg op 1 januari 2022 39,99 vierkante kilometer; de bevolkingsdichtheid was toen 21,4 inwoners per km².

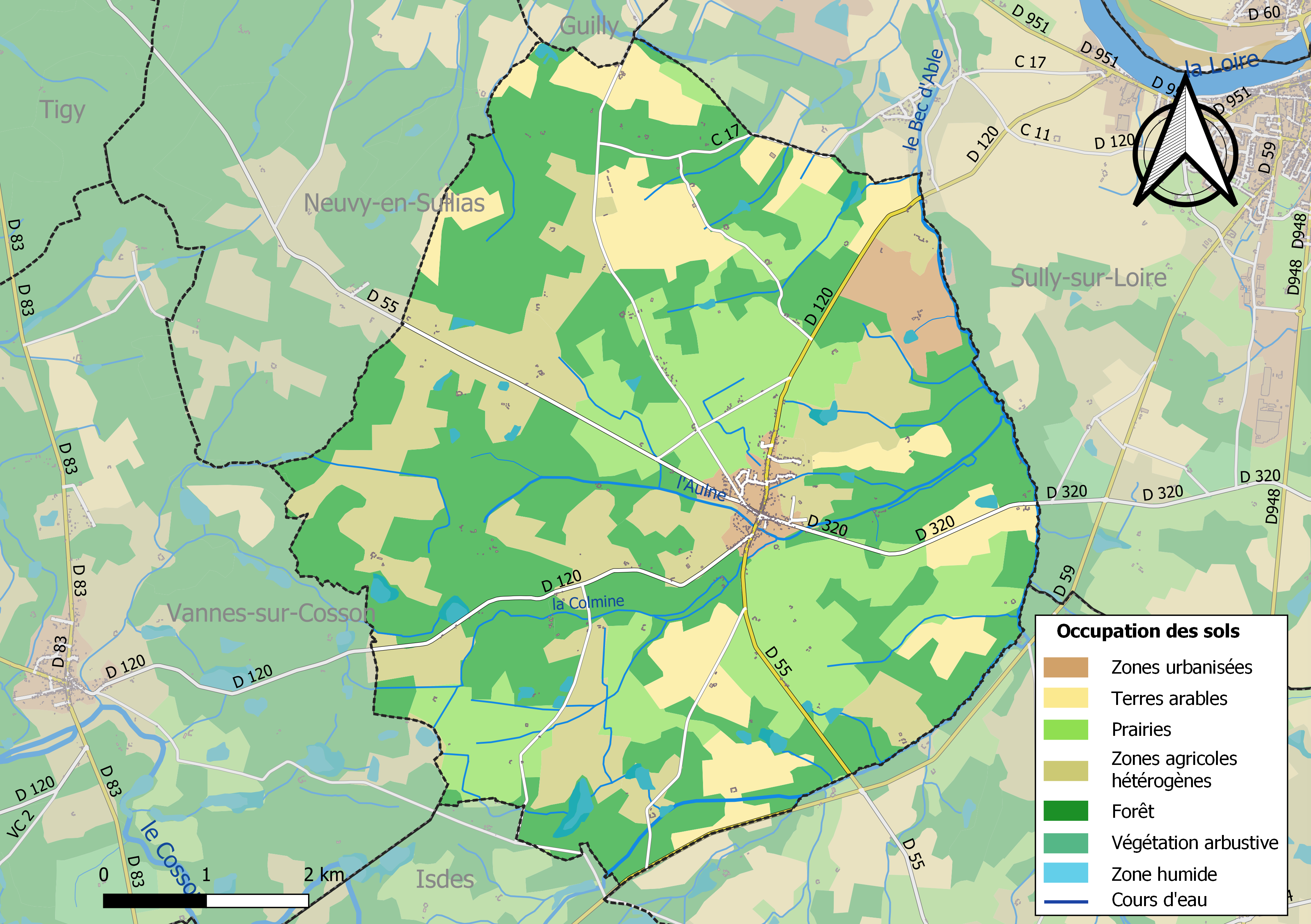
Kaart van de gemeente met de belangrijkste infrastructuur, bodemgebruik en omliggende gemeenten

## Demografie
Onderstaande figuur toont het verloop van het inwonertal (bron: INSEE-tellingen).